# Джидалик
Джидалик — озеро в городе Кадамжае, Кыргызстан. Расположено у горы, которая является источником воды в озере.
Место, откуда вытекает вода и переходит в озеро, огорожено большими камнями и называется Котур-Булак. Неподалеку от Котур-Булак находится пещера, которая является местной достопримечательностью и привлекает туристов. Со времен СССР у западной части озера расположены места для отдыха.

## Этимология названия
Название Джидалик произошло от слова «жийде», что в переводе с киргизского означает «грудная ягода», которая растет в большом количестве вокруг озера.